# Tour of Qinghai Lake 2010
Die 9. Tour of Qinghai Lake war ein Rad-Etappenrennen, das vom 17. Juli bis zum 25. Juli 2010 stattfand. Es wurde in einem Kriterium und neun Etappen über eine Distanz von insgesamt 1241,3 Kilometern ausgetragen. Das Rennen war Teil der UCI Asia Tour 2010 und dort in die Kategorie 2.HC eingestuft.
Das Kriterium zum Auftakt zählte weder für die Gesamtwertung der Rundfahrt, noch für die Asia Tour.

## Etappen
| Etappe    | Tag      | Start – Ziel             | km    | Etappensieger     | Führender       |
| --------- | -------- | ------------------------ | ----- | ----------------- | --------------- |
| Kriterium | 16. Juli | Huzhu                    | 72    | Yuriy Metlushenko |                 |
| 1. Etappe | 17. Juli | Xining – Tongren         | 170,8 | Radoslav Rogina   | Radoslav Rogina |
| 2. Etappe | 18. Juli | Tongren – Xunhua         | 95    | Gregor Gazvoda    | Radoslav Rogina |
| 3. Etappe | 19. Juli | Xunhua – Xining          | 173,3 | Ghader Mizbani    | Radoslav Rogina |
| 4. Etappe | 20. Juli | Xining – Qinghai-See     | 117,8 | Yuriy Metlushenko | Radoslav Rogina |
| 5. Etappe | 21. Juli | Qinghai-See – Vogelinsel | 120,6 | Yuriy Metlushenko | Radoslav Rogina |
| 6. Etappe | 22. Juli | Vogelinsel – Xihaizhen   | 152,4 | Mehdi Sohrabi     | Hossein Askari  |
| 7. Etappe | 23. Juli | Xihaizhen – Qilianmole   | 123   | Boris Shpilevsky  | Hossein Askari  |
| 8. Etappe | 24. Juli | Qilian – Qingshizui      | 150,4 | Boris Shpilevsky  | Hossein Askari  |
| 9. Etappe | 25. Juli | Xining                   | 60    | Mehdi Sohrabi     | Hossein Askari  |